# Szeheperenré
Szeheperenré az ókori egyiptomi XIV. dinasztia egyik uralkodója. Kim Ryholt és Darrell Baker szerint a dinasztia huszonkettedik, Jürgen von Beckerath szerint tizenhetedik királya. Két hónapig uralkodott az i. e. 17. század első felében, a Nílus-delta keleti és talán nyugati része fölött, székhelye Avarisz volt.

## Említései és helye a kronológiában
Szeheperenré – Neheszi, Nebszenré és Merdzsefaré mellett – egyike annak a mindössze négy, teljes bizonyossággal ehhez a dinasztiához sorolt uralkodónak, akinek neve korabeli leleten is fennmaradt: egy ismeretlen lelőhelyű szkarabeuszon, amelyet Arthur Surridge Hunt adományozott az Ashmolean Museumnak (katalógusszám: AN1935.100a).
Helye a kronológiában a torinói királylistának köszönhetően viszonylag biztos; ezem a 9. oszlop 16. sorában (Gardiner olvasata szerint a 8. oszlop 16. sorában) szerepel. Ryholt olvasata szerint két hónapig és 1–5 napig uralkodott. A korábban elfogadott Gardiner-féle olvasat két évre tette uralkodása hosszát, de Ryholt bebizonyította, hogy a papirusz évet nem említ. Szeheperenré elődje a hiányosan fennmaradt nevű […]ré, utódja Dzsedheruré volt.
Ryholt és Baker szerint Szeheperenré a kánaáni eredetű dinasztia 22. uralkodója volt. A XIV. dinasztia elejének Ryholt által összeállított kronológiáját azonban többen vitatják; Manfred Bietak és Jürgen von Beckerath szerint a dinasztia nem sokkal Neheszi uralkodása előtt, i. e. 1710 körül kezdődött, nem 1800 körül, ahogy Ryholt feltételezi. Ebben az esetben Szeheperenré dinasztiája 17. uralkodója.

## Fordítás
- Ez a szócikk részben vagy egészben  a   Sekheperenre című angol Wikipédia-szócikk ezen változatának fordításán alapul.  Az eredeti cikk szerkesztőit annak laptörténete sorolja fel. Ez a jelzés csupán a megfogalmazás eredetét és a szerzői jogokat jelzi, nem szolgál a cikkben szereplő információk forrásmegjelöléseként.